# 2030
2030 (MMXXX) — невисокосний рік за григоріанським календарем. Почнеться у вівторок.

## Події
- 1 січня — Словаччина розпочне головування в Раді ЄС[1].
- 1 липня — Мальта розпочне головування в Раді ЄС[1].
- 24 Чемпіонат світу з футболу.
- Ймовірна дата настання технологічної сингулярності.
- Китай планує побудову місячної бази.
- Агентство аерокосмічних досліджень Японії планує побудувати населену місячну базу.
- Європейське космічне агентство планує пілотований космічний політ до Марса.
- 1 червня відбудеться сонячне затемнення.